# President de Geòrgia
El President de Geòrgia (georgià: საქართველოს პრეზიდენტი) és el Cap d'Estat de Geòrgia. És escollit per un període de cinc anys i dirigeix l'administració interna del país i la política exterior. Ha d'assegurar la unitat i la integritat del país i l'activitat de les institucions de l'Estat en concordança amb la Constitució. El President de Geòrgia ha de ser el màxim representant de Geòrgia en les relacions exteriors.

## Deures
El President és el Cap d'Estat i la seva tasca principal és preservar i protegir els drets i les llibertats del poble georgià, garantides en la Constitució de Geòrgia. El President té l'obligació de conduir la política interna i externa del govern georgià. El President és també el Comandant en Cap de les Forces Armades.
També és deure del President premiar amb condecoracions nacionals, resoldre problemes sobre la immigració i pot atorgar indults.
Fins abans de les esmenes a la Constitució de febrer de 2004, el President també era el Cap de Govern.

## Jurament
El tercer diumenge després de les eleccions s'ha de realitzar el relleu en el càrrec. El President pren un jurament davant Déu i la Nació:
მე საქართველოს პრეზიდენტი, ღვთისა და ერის წინაშე ვაცხადებ, რომ დავიცავ საქართველოს კონსტიტუციას, ქვეყნის დამოუკიდებლობას, ერთიანობასა და განუყოფლობას, კეთილსინდისიერად აღვასრულებთ პრეზიდენტის მოვალეობას, ვიზრუნებ ჩემი ქვეყნის მოქალაქეთა უსაფრთხოებისა და კეთილდღეობისათვის, ჩემი ხალხის და მამულის აღორძინებისა და ძლევამოსილებისათვის!
| « | Jo, el President de Geòrgia, davant Déu i la Nació, declaro resguardar la Constitució de Geòrgia, defendre la independència, la unitat i la indivisibilitat del país, exercir de manera assenyada els deures del President, per a vetllar per la seguretat i el benestar dels ciutadans del meu país i pel renaixement i el destí de la meva Nació i la meva Pàtria! | » |

## Pavelló Presidencial
El Pavelló Presidencial és la bandera de Geòrgia amb l'escut d'armes en el centre. Dins de l'oficina presidencial i de l'Edifici de la Cancelleria se'n fan servir còpies, i mentre el President està de gira arreu del país.

## Llista de Presidents de Geòrgia
|    | President                                                       | President          | Inici del mandat   | Fi del mandat      | Partit |
| -- | --------------------------------------------------------------- | ------------------ | ------------------ | ------------------ | ------ |
| 1. | Zviad Gamsakhúrdia Obligat a renunciar després d'un cop d'estat | Zviad Gamsakhúrdia | 26 de maig de 1991 | 6 de gener de 1992 | TR-GL  |

Després del cop d'estat que enderrocà Gamsakhúrdia, Eduard Xevardnadze fou designat Cap del Consell d'Estat de Geòrgia, i en la pràctica era el Cap d'Estat. No fou fins al 5 de novembre de 1995 que assumí oficialment el títol de President.
|    | President                                                               | President             | Inici del mandat       | Fi del mandat          | Partit        |
| -- | ----------------------------------------------------------------------- | --------------------- | ---------------------- | ---------------------- | ------------- |
| 2. | Eduard Xevardnadze Obligat a renunciar durant la Revolució de les Roses | Eduard Xevardnadze    | 5 de novembre de 1995  | 23 de novembre de 2003 | UCG           |
|    | Nino Burjanadze (en funcions)                                           | Nino Burjanadze       | 23 de novembre de 2003 | 25 de gener de 2004    | MNU           |
| 3. | Mikheil Saakashvili                                                     | Mikheil Saakashvili   | 25 de gener de 2004    | 25 de novembre de 2007 | MNU           |
|    | Nino Burjanadze (en funcions)                                           | Nino Burjanadze       | 25 de novembre de 2007 | 20 de gener de 2008    | MNU           |
| 3. | Mikheil Saakashvili                                                     | Mikheil Saakashvili   | 20 de gener de 2008    | 17 de novembre de 2013 | MNU           |
| 4. | Giorgi Margvelashvili                                                   | Giorgi Margvelashvili | 17 de novembre de 2013 | 16 de desembre de 2018 | Somni Georgià |
| 5. | Salomé Zourabichvili                                                    |                       | 16 de desembre de 2018 |                        | Somni Georgià |